# ガブリエル・ボリッチ
ガブリエル・ボリッチ・フォント（スペイン語:  Gabriel Boric Font、1986年2月11日 - ）は、クロアチア系チリ人のチリ共和国の政治家。2022年3月11日からチリ大統領を務める。就任時の年齢は36歳で、これは同国史上最年少となる。国家元首としても、ボリッチは世界で最も若い在職中の国家元首となった。

## 来歴

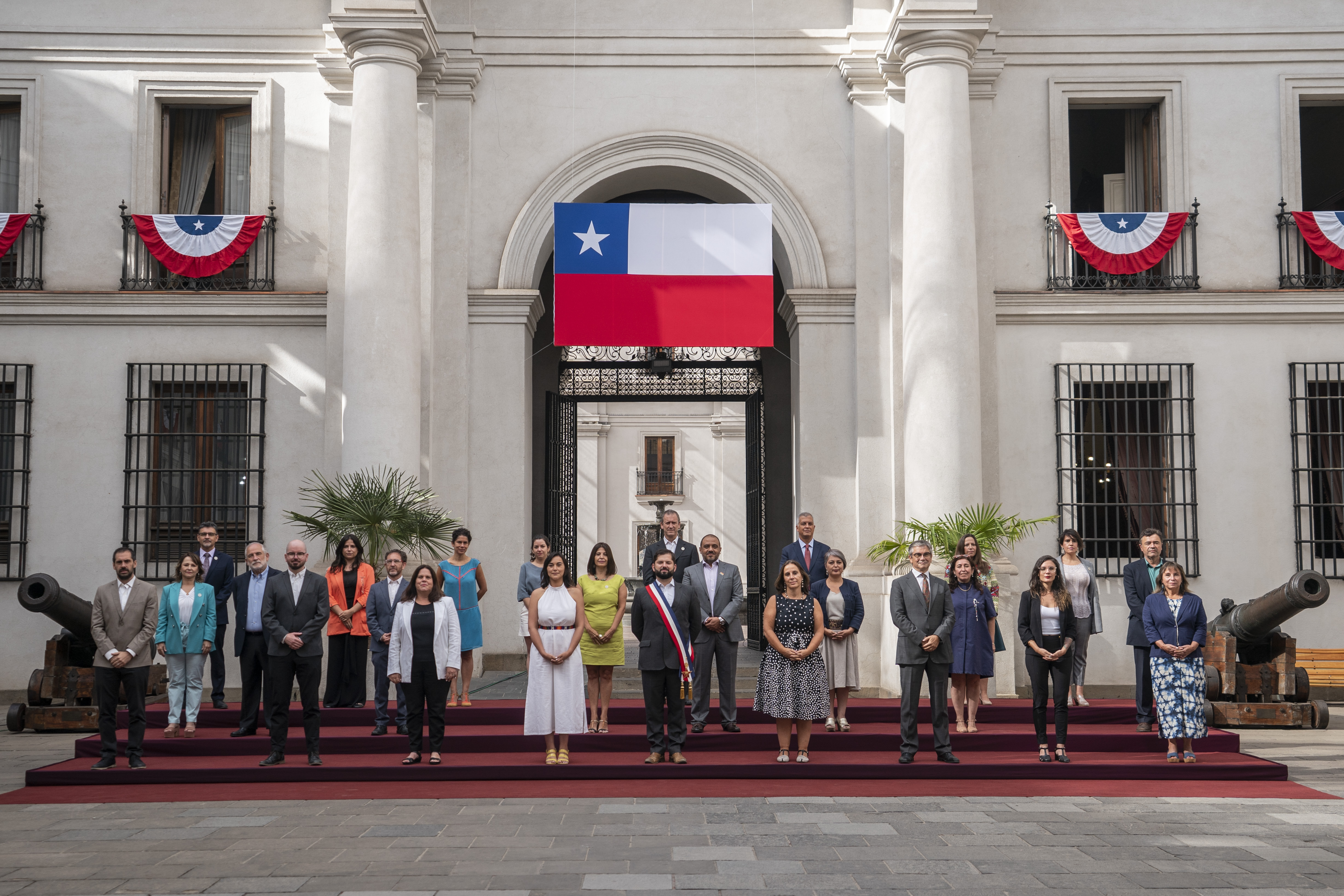
ボリッチ内閣発足時の写真撮影（2022年）

1986年2月11日、プンタ・アレーナス生まれ。通っていた地元の私立ブリティッシュ・スクールではアウグスト・ピノチェトによる独裁体制下では珍しくピノチェトの統治についての議論が広く行われていた。家族内に政治的な立場をめぐる争いはなかったものの、ボリッチ自身はピノチェトに批判的であった。恵まれた環境に育ち父親も政治的には中立であったが、高校時代に革命の指導者や政治プロセスなどに関する勉強を始め、武力闘争を支持する左翼グループ革命的左翼運動(MIR)へ加わろうと決意するが、MIRは長く続いた独裁体制下で衰退しきっており、残っていた一派へ問い合わせたものの返事は芳しくなかった。また高校生連盟の再建に加わり、2004年には首都サンチアゴに移りチリ大学にて法律を学ぶ。2009年に修了したが最終試験の一部で失敗してしまい、すぐに学生運動や政治活動に没頭したこともあり、学士号を取得することはなかった。
2011年に公教育の改善を求めるデモ活動が活発化する中、ボリッチもチリ大学のチリ大学学生連盟総裁に当選し、重要なリーダーの一人となった。2014年には学生デモのリーダー4人のうちの1人となり、代議院に当選する。
2021年の大統領選挙に立候補し、私的年金制度から公的年金制度への移行、学生の借金の免除、教育と公的医療への投資の増加、子供や年配の親戚などの世話を行う女性の負担を軽減する介護制度の整備などを公約としたほか、先住民に対して領土を回復し、中絶に対する規制を一切撤廃するとし、またTPP批准に慎重姿勢をとった。11月21日の第1回目投票では保守系のホセ・アントニオ・カスト元議員（得票率27.9％）に次ぐ2位（得票率25.8％）となり、12月19日の決選投票ではカストを逆転し当選し、翌年3月に第38代大統領に就任した。公の場でも普段からネクタイを締めていない。
ピノチェト時代に制定された現行憲法を改正するための2022年9月4日の新憲法国民投票では新憲法案が急進的であるとして嫌われ、賛成が38.14％にとどまり否決された。これを受け制憲議会から仕切り直しとなり、2023年5月7日執行の制憲議会議員選挙でボリッチの属する左派連合・チリ連合は50議席中17議席にとどまり、現行憲法に肯定的な右派が33議席と議案承認に必要な31議席を確保され、改憲議論の主導権を奪われる結果に終わった。同年10月に右派色の強い新たな新憲法案が制憲議会で承認され、12月17日の新憲法国民投票にかけられたがこれも否決され、ボリッチは自身の政権で3回目の改憲国民投票はしないと表明しているため、当面の間は現行憲法が続くことが確実となった。
2025年1月3日には中南米の大統領として初めて南極点を訪問した。

## 外交
2022年ロシアのウクライナ侵攻については、ロシアは紛争を解決する手段として戦争を選んだと非難している。2022年4月、ボリッチはアルゼンチンへの初外遊を行い、アルベルト・フェルナンデス大統領と会談。アルゼンチンのフォークランド諸島の領有権主張についても承認した。

### 日本との関係
2022年3月8日、日本国政府は小田原潔外務副大臣を特派大使としてチリ大統領就任式典に派遣することを決定した。小田原は就任式に出席し、ボリッチを表敬訪問。ボリッチからは、小田原のチリ訪問を歓迎する、日本との二国間関係を強化していきたい、日本文学及び日本文化に高い関心を有する旨発言があった。小田原は、日チリ外交関係樹立125周年に当たる本年、伝統的な友好関係を更に深化させたい旨などを述べた。その際、小田原からボリッチに「ポケモンくるりんぬいぐるみ ゼニガメ」が贈られた。

## 家族
1800年代後半に入植した移民の子孫であり、元々はクロアチア系である。父と祖父はマガジャネス・イ・デ・ラ・アンタルティカ・チレーナ州の石油産業で働いていた。弟が2人いる。